# Harrison County (Kentucky)
Harrison County is een county in de Amerikaanse staat Kentucky.
De county heeft een landoppervlakte van 802 km² en telt 17.983 inwoners (volkstelling 2000). De hoofdplaats is Cynthiana.

## Bevolkingsontwikkeling

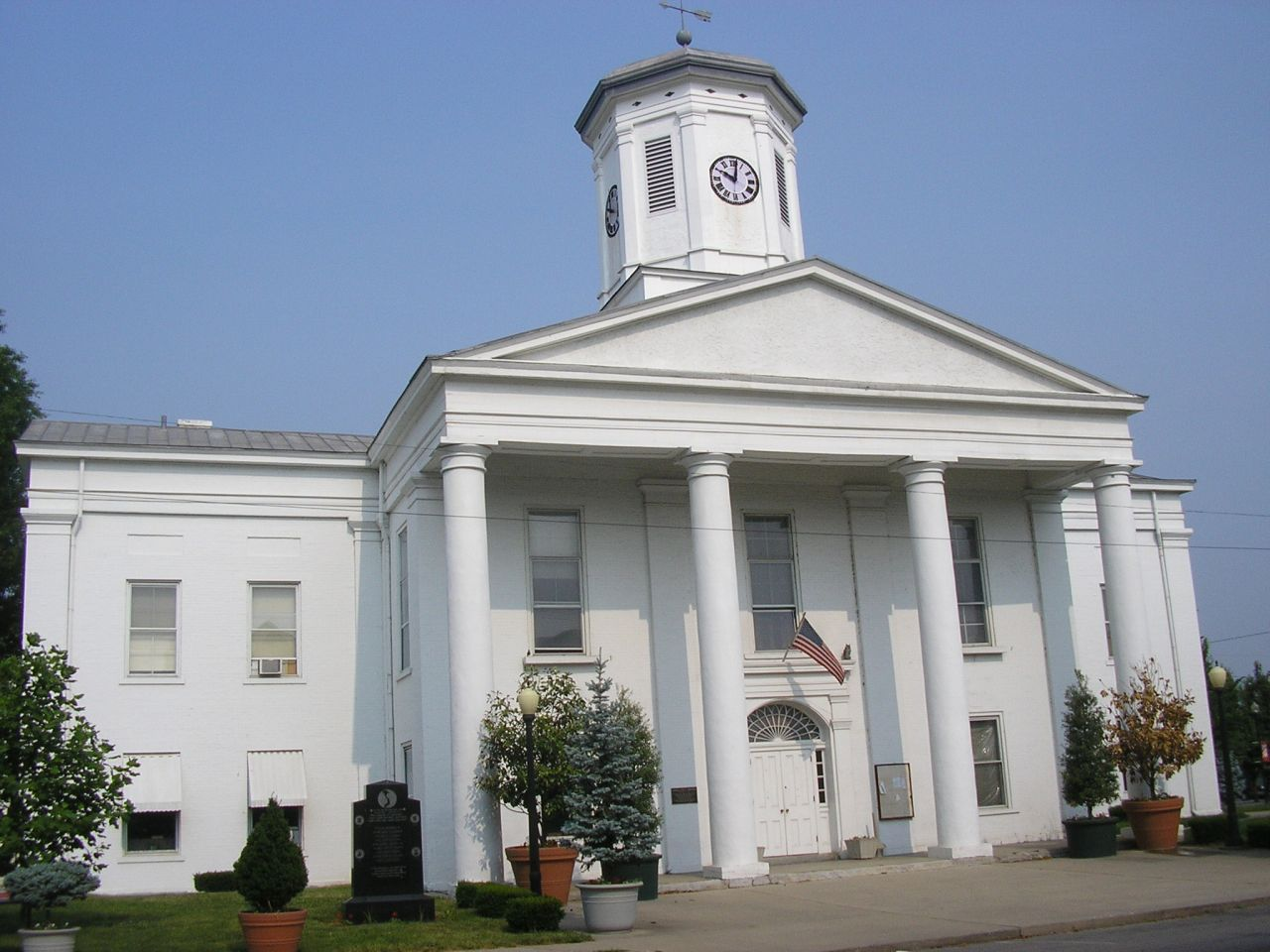
Harrison County Courthouse